# Dekanat św. Sergiusza (eparchia moskiewska)
Dekanat św. Sergiusza – jeden z dekanatów eparchii moskiewskiej miejskiej, obejmujący dziesięć rejonów północno-wschodniego okręgu administracyjnego Moskwy – Altufjewo, Babuszkinskij, Bibiriewo, Jarosławskij, Jużnoje Miedwiedkowo, Lanozowo, Łosinoostrowskij, Otradnoje, Siewiernoje Miedwiedkowo, Siewiernyj i Swibłowo. Jego dziekanem jest protoprezbiter Siergiej Kisielew.

## Cerkwie w dekanacie[2]
- Cerkiew Świętych Adriana i Natalii
- Cerkiew św. Serafina z Sarowa[3]
- Cerkiew Podwyższenia Krzyża Pańskiego
- Cerkiew Zaśnięcia Matki Bożej
- Cerkiew św. Sergiusza z Radoneża
- Cerkiew Włodzimierskiej Ikony Matki Bożej
- Cerkiew Opieki Matki Bożej
- Cerkiew św. Mikołaja
- Cerkiew Narodzenia Matki Bożej